# Steve Whitmire
Steve Whitmire, właśc. Steven Lawrence Whitmire (ur. 24 września 1959 w Atlancie) – amerykański aktor lalkarz, jeden z głównych artystów związanych z muppetami, odtwórca m.in. Kermita Żaby.

## Życiorys
Zaczynał w lokalnej telewizji w Atlancie, gdzie prezentował własny program z kukiełką nazwaną Otis. W 1978 dołączył do ekipy Muppet Show. Kierował początkowo głównie szczurem Rizzo, występował także we Fraglesach. W 1990 po śmierci Jima Hensona został wybrany na jego następcę do roli Kermita Żaby, a także Erniego z Ulicy Sezamkowej. Odtwarzał również m.in. Lipsa, Beakera i Statlera. Z The Muppets Studio był związany do 2016.

## Wybrana filmografia
- 1978–1981: Muppet Show
- 1979: Wielka wyprawa muppetów
- 1981: Muppety na tropie
- 1983–1987: Fraglesy
- 1984: Muppety na Manhattanie
- 1986: Labirynt
- 1986: The Christmas Toy
- 1986: The Tale of the Bunny Picnic
- 1987: A Muppet Family Christmas
- 1992: Opowieść wigilijna muppetów
- od 1993: Ulica Sezamkowa
- 1996: Elmo ratuje Boże Narodzenie
- 1996–1998: Muppets Tonight
- 1996: Muppet Treasure Island
- 1999: KopciuchElmo
- 1999: Muppety z kosmosu
- 1999: Przygody Elma w krainie zrzęd
- 2002: It's a Very Merry Muppet Christmas Movie
- 2005–2006: Statler and Waldorf: From the Balcony
- 2005: The Muppets' Wizard of Oz
- 2007: Pana Magorium cudowne emporium
- 2011: Muppety
- 2014: Muppety: Poza prawem
- 2015–2016: Muppety[3]